# Bois du Chapitre
Bois du Chapitre este o arie protejată (arie de protecție specială avifaunistică — SPA) din Franța întinsă pe o suprafață de 212 ha, integral pe uscat.

## Localizare
Centrul sitului Bois du Chapitre este situat la coordonatele 44°37′58″N 6°00′04″E / 44.63278°N 6.00111°E.

## Înființare
Situl Bois du Chapitre a fost declarat arie de protecție specială avifaunistică în baza directivei 79/409 din 1979 referitoare la conservarea păsărilor sălbatice pentru a proteja 19 specii de animale.

## Biodiversitate
Situată în ecoregiunea alpină, aria protejată nu include niciun habitat protejat.
La baza desemnării sitului se află mai multe specii protejate de  păsări (19): minunița (Aegolius funereus), potârnichea de stâncă (Alectoris graeca saxatilis), acvilă de munte (Aquila chrysaetos), cocoșul de mesteacăn (Bonasa bonasia), buha (Bubo bubo), caprimulg (Caprimulgus europaeus), șerpar (Circaetus gallicus), erete vânăt (Circus cyaneus), ciocănitoare neagră (Dryocopus martius), presură de grădină (Emberiza hortulana), șoim călător (Falco peregrinus), ciuvică (Glaucidium passerinum), sfrâncioc roșiatic (Lanius collurio), ciocârlie de pădure (Lullula arborea), gaia neagră (Milvus migrans), viespar (Pernis apivorus), Pyrrhocorax pyrrhocorax, sitar de pădure (Scolopax rusticola), cocoșul de mesteacăn (Tetrao tetrix tetrix).
Pe lângă speciile protejate, pe teritoriul sitului au mai fost identificate 7 specii de păsări.